# Linus (semi-mythologische figuur)
Linus is een semi-mythologisch figuur die vermeld wordt in Griekse bronnen maar waarover weinig bekend is. Hij zou net als Musaeus een volgeling van Orpheus zijn en zich hebben toegelegd op dicht- en zangkunst. Hij zou net als Musaeus en Orpheus een theoloog uit vroege tijden zijn. Er bestaan enkele testimonia en een paar fragmenten van werken die aan hem werden toegeschreven.